# Marianówka (Bystrzyca Kłodzka)
Marianówka (deutsch: Mariendorf) ist ein Ort in der Stadt- und Landgemeinde Bystrzyca Kłodzka im Powiat Kłodzki der Woiwodschaft Niederschlesien in Polen. Es liegt sieben Kilometer südöstlich von Bystrzyca Kłodzka (Habelschwerdt). Es entstand im Jahre 1900 durch Zusammenlegung der Kolonien Marienau und Neudorf, die die amtliche Ortsbezeichnung Mariendorf erhielten.

## Geographie
Marianówka liegt im Süden des Glatzer Kessels in den nördlichen Ausläufern des Glatzer Schneegebirges. Nachbarorte sind Idzików (Kieslingswalde) im Norden, Kamienna (Steingrund) und Marcinków (Martinsberg) im Nordosten, Międzygórze (Wölfelsgrund) im Südosten, Jaworek (Urnitz) im Süden, Wilkanów (Wölfelsdorf) im Südwesten und Pławnica (Plomnitz) im Nordwesten. Südöstlich auf der Góra Igliczna (Spitziger Berg) befindet sich die Wallfahrtskirche Maria Schnee.

## Geschichte
Das Gebiet der Kolonien Marienau und Neudorf gehörte zur Herrschaft Kieslingswalde im Landkreis Habelschwerdt in der Provinz Schlesien. Die Landgemeinde Mariendorf gehörte seit ihrer Gründung im Jahre 1900 zum Amtsbezirk Kieslingswalde. Nachfolgend entwickelte sich Mariendorf zu einem beliebten Ferien- und Wintersportort. 1939 wurden 135 Einwohner gezählt.
Als Folge des Zweiten Weltkriegs fiel Mariendorf 1945 wie fast ganz Schlesien an Polen und wurde in Marianówka umbenannt. Die deutsche Bevölkerung wurde vertrieben. Die neu angesiedelten Bewohner stammten zum Teil aus Ostpolen, das an die Sowjetunion gefallen war. Die neu angesiedelten Bewohner waren teilweise Zwangsumgesiedelte aus Ostpolen, das an die Sowjetunion gefallen war. Da zahlreiche Häuser dem Verfall preisgegeben wurden, ging die Zahl der Einwohner deutlich zurück. 1975–1998 gehörte Marianówka zur Woiwodschaft Wałbrzych (Waldenburg).

### Kolonie Marienau
Die „Kolonie Marienau“ wurde Ende des 18. Jahrhunderts durch den königlichen Obristwachtmeister Gisbert von der Hemm, Erbherr auf Kieslingswalde, auf den Gründen des dortigen Mittelhofs erbaut. Er war mit Marianna Spielvogel aus Grottkau verheiratet, nach der er die Kolonie „Marienau“ benannte. Die Kolonie gehörte zunächst zur Landgemeinde Kieslingswalde und war zur dortigen Pfarrkirche gewidmet. Für 1802 sind vierzehn Kolonistenstellen mit 57 Einwohnern nachgewiesen.

### Kolonie Neudorf
Ebenfalls Ende des 18. Jahrhunderts erbaute Gisbert von der Hemm die Kolonie Neudorf auf herrschaftlichem Grund des Kieslingswalder Niederhofs. Sie gehörte ebenfalls zur Landgemeinde Kieslingswalde und war zur dortigen Pfarrkirche gewidmet. Im Jahre 1802 bestand sie aus zwölf Kolonistenstellen, auf denen 49 Menschen lebten.

## Sehenswürdigkeiten
- Kapelle aus dem Jahr 1781, Wegkreuze u. a. Bildstöcke